# Rockin' All Over the World (chanson)
Pour l’article homonyme, voir Rockin' All Over the World.
Singles de John Fogerty
Comin' Down the Road
(1973) Almost Saturday Night (en)
(1975)
Singles de Status Quo
Wild Side of Life
(1976) Again and Again
(1978)
Rockin' All Over the World est une chanson écrite et composée par le chanteur de rock américain John Fogerty sortie en 1975.
Reprise par le groupe anglais Status Quo, elle fait l'objet de l'unique single extrait de son dixième album Rockin' All Over the World. Il est paru le 30 septembre 1977 sur le label Vertigo Records.

## Historique
Cette chanson fut écrite en 1975 par John Fogerty pour son deuxième album solo éponyme. Elle sortira aussi à l'époque sous forme de single, atteignant la 27e place du Billboard Hot 100 aux États-Unis, mais n'entra pas dans les charts britanniques.
La version de Status Quo est légèrement plus longue que l'originale (3 minutes 33 contre 2 minutes 56) et bénéficie d'arrangements plus "hard rock". Elle aura le destin contraire à la version originale, atteignant la 3e place des charts britanniques et ne se classant pas aux États-Unis. En Europe elle aura un bon succès notamment en Suisse et en Allemagne, où le single atteint respectivement la troisième et la septième place. En France, Rockin' All Over the World atteignit la trente-deuxième place comme meilleur classement dans les hit-parades durant huit semaines dès le 25 novembre 1977, puis à la quarante-quatrième place durant une semaine le 6 janvier 1978.
La face B du single est la chanson Ring of Change qui provient de l'album Blue for You.
Lors du tournage du clip vidéo officiel, Alan Lancaster, qui vivait à l'époque en Australie, refusa de revenir en Europe pour le tournage, il fut alors remplacé par une marionnette.

## Titres
- Face A: Rockin' All Over the World (John Fogerty) - 3:33
- Face B: Ring of Change (Francis Rossi / Robert Young) - 4:21

## Musiciens du groupe
- Francis Rossi : chant, guitare solo
- Rick Parfitt : chant, guitare rythmique et solo.
- Alan Lancaster : chant, basse.
- John Coghlan : batterie, percussions.
- Andy Bown: piano

## Charts et certification
| Pays                | Durée du classement | Meilleur classement |
| ------------------- | ------------------- | ------------------- |
| Allemagne           | 28 semaines         | 7e                  |
| Autriche            | 4 semaines          | 22e                 |
| Belgique (flamande) | 5 semaines          | 18e                 |
| France              | 9 semaines          | 32e                 |
| Irlande             | 7 semaines          | 1er                 |
| Nouvelle-Zélande    | 4 semaines          | 29e                 |
| Royaume-Uni         | 16 semaines         | 3e                  |
| Suisse              | 12semaines          | 3e                  |

| Pays        | Ventes    | Certification | Date       |
| ----------- | --------- | ------------- | ---------- |
| Royaume-Uni | 500 000 + | Or            | 01/12/1977 |